# Fix & Foxi TV
Fix & Foxi este o televiziune pentru copii și familie lansată de către compania germană Your Family Entertainment pe 1 decembrie 2014, în locul televiziunii YFE. „Fix & Foxi este un brand popular care a fost cunoscut de trei generații, iar acum are propriul său canal tv, care va fi apreciat de către copii și întreaga familie”, a spus Paul Robinson, vice-președinte executiv al YFE Internațional.
Canalul Fix & Foxi difuzeaza programe 24 ore pe zi și este preluat de peste 130 de rețele de cablu sau satelit (de exemplu de către KabelKiosk, prin satelitul Eutelsat 9 grade est). În România a fost transmis de către Orange România (în trecut Telekom TV) (DTH și IPTV).
Programele difuzate reprezintă un mix de divertisment pentru copii și conținut educațional, axate pe aventurile a două vulpi, personajele Fix și Foxi, dar si pe alte seriale de animație, cu personaje îndrăgite de cei mici (Lupo, Lupinchen, Oma Eusebia, Onkel Fax, Professor Knox, Zauberstein, Familie Peppercorn sau Makiki).

## YFE
YFE a fost lansat pe 5 noiembrie 2007. Lansarea canalului urmează achiziției de catre YFE, în vara anului 2014, a drepturilor pentru franciza popularelor cărți de benzi desenate cu același nume, ale lui Rolf Kauka, ce au fost publicate international, inclusiv în Argentina, Brazilia, Mexic sau China.
Pe 30 noiembrie 2014, YFE s-a închis si a devenit Fix & Foxi pe 1 decembrie 2014.